# Petasites frigidus
Pétasite arctique
Espèce
Synonymes
- Nardosmia angulosa Kuprian.[2]
- Nardosmia frigida (L.) Hook.[2]
- Nardosmia nivalis (B.D.Greene) Jurtzev[2]
- Petasites alaskanus Rydb.[2]
- Petasites corymbosus (R.Br.) Rydb.[2]
- Petasites frigidus var. corymbosus (R.Br.) Cronquist[2]
- Petasites gracilis Britton[2]
- Petasites hyperboreus Rydb.[2]
- Petasites nivalis Greene[2]
- Tussilago corymbosa R.Br.[2]
- Tussilago frigida L.[2]

Classification phylogénétique
Petasites frigidus, le Pétasite arctique (Arctic Sweet coltsfoot ou Arctic butterbur en anglais), est une espèce de plante à fleurs de la famille des Asteraceae. Cette espèce est présente en Amérique du Nord.

## Description

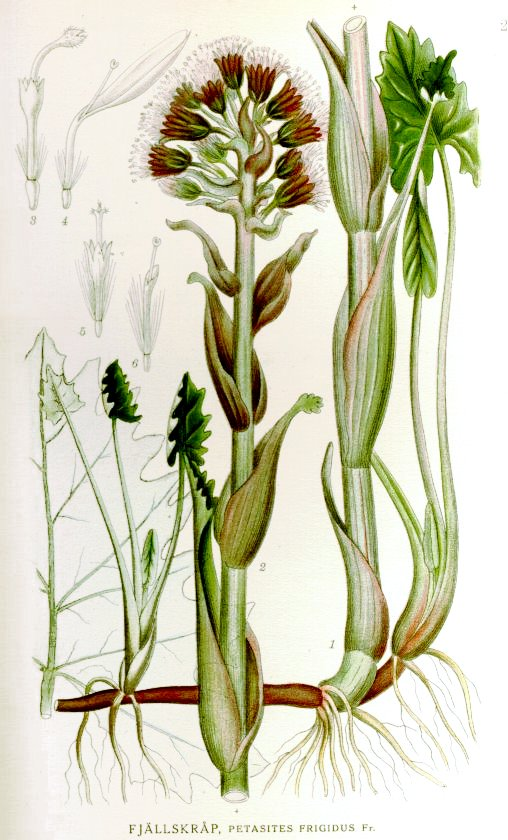
Petasites frigidus, gravure dans : Carl Axel Magnus Lindman, Bilder ur Nordens Flora, Stockholm, 1901-1905.

Ce sont des plantes herbacées vivaces. Elles possèdent de grandes feuilles basales, des hampes florales écailleuses portant de nombreux capitules, émergeant au printemps avant les feuilles. Il existe des pieds mâles et des pieds femelles. Les fleurons des pieds mâles sont le plus souvent tubuleux. Après floraison, les inflorescences des pieds femelles s'allongent.
Les tiges des feuilles et fleurs (avec leurs tiges) sont comestibles et peuvent être utilisées comme plat de légumes. Un substitut au sel peut également être obtenu en séchant puis en brûlant les feuilles ; la substance noire et poudreuse qui en résulte donne un goût salé. Cependant, étant donné la forte probabilité de présence d'alcaloïdes pyrrolizidiniques diester insaturés toxiques dans cette espèce, la consommation doit en être très limitée,.

## Liste des variétés
Selon The Plant List (6 septembre 2022) :
- variété Petasites frigidus var. palmatus (Aiton) Cronquist - communément appelé Pétasite palmé[6]
- variété Petasites frigidus var. sagittatus (Banks ex Pursh) Chern.
- variété Petasites frigidus var. × vitifolius (Greene) Cherniawsky & R.J. Bayer